# Villar de Cañas
Villar de Cañas est une commune espagnole de la province de Cuenca, dans la communauté autonome de Castille-La Manche.

## Géographie
Le village est situé dans le centre de la province de Cuenca, à environ 120 km au sud-est de Madrid.

## Centre de stockage de résidus nucléaires
Le 30 décembre 2011, le territoire de cette commune est choisi par le gouvernement espagnol pour abriter un site de stockage provisoire de déchets radioactifs en lieu et place du site prévu à Zarra dans la Communauté valencienne. Les travaux commencent et certaines infrastructures sont construites, mais en juillet 2015, le nouveau président de communauté autonome de Castille-La Manche, Emiliano García-Page, décide d'inclure le village dans le périmètre de protection spéciale pour les oiseaux de la réserve naturelle de Laguna del Hito, afin de remettre en cause le projet.